# 兰茨贝格 (萨克森-安哈尔特州)
兰茨贝格（德語：Landsberg，發音：[ˈlantsbɛʁk] ⓘ）是德国萨克森-安哈尔特州萨勒县的城市，面积125.38平方千米，2023年12月31日人口为15,088人。